# Concord (BART)
Concord is een metrostation in de Amerikaanse stad Concord (Californië) en is onderdeel van het BART netwerk. Het station werd op 21 mei 1973 opengesteld voor reizigersverkeer als oostelijk eindpunt van het net.

## Geschiedenis
Concord ligt aan het oudste deel van het BART-netwerk. Nadat op 6 november 1962 de financiering van het initiële net van 75 mijl rond kwam, werd vanaf 1 juli 1963 gewerkt aan de technische uitwerking. Op 19 juni 1964 ging, in het bijzijn van President Johnson, in Concord de eerste spade de grond in voor een 7,1 km lange testbaan. De testbaan tussen Concord en Walnut Creek werd nog in hetzelfde jaar opgeleverd. Terwijl de proeven met de sporen zelf en de proefritten voor de ontwikkeling van rollend materieel en de automatische treinbesturing plaatshadden werd op meerdere plaatsen aan het geplande net begonnen met de bouw van infrastructuur. De testbaan lag geheel ten oosten van de Berkeley Hills, de verbinding met de rest van het BART-net loopt via de Berkeley Hills tunnel die in 1967 in ruwbouw gereed was. Daarna volgde de afwerking van de tunnel en de aansluiting van de testbaan op de rest van het net. De afwerking van de stations langs de testbaan volgde begin jaren 70 en op 21 mei 1973 begon de reizigersdienst. Sindsdien is de voormalige testbaan onderdeel van de oosttak van het BART-net. Op 16 december 1995 volgde een verlenging van de Pittsburg/Bay Point-SFO/Millbrae Line en was Concord niet langer het oostelijke eindpunt van het net.

## Omgeving
Vlak ten zuiden van het station ligt Concord-Yard, het opstelterrein met de werkplaats van BART, dat in de tijd van de proefritten als testcentrum is gebruikt. Aan de westkant van het station ligt een kantorenpark en aan de oostkant liggen woonwijken. Het station is een belangrijk overstappunt tussen BART en de plaatselijke buslijnen.